# Великий Білий тягар
Великий Білий тягар (англ. The Big White) — комедійний фільм 2005 року.

## Сюжет
Забутий і всіма покинутий агент бюро подорожей для вирішення своїх фінансових проблем намагається використовувати. випадково знайдений ним на смітнику замерзлий труп, видаючи його за свого брата, що давно загубився, і намагаючись одержати його страховку. Все було б добре якби цим трупом не зацікавилася парочка найманих вбивць, а також інші представники кримінального світу..